# William Mundy
William Mundy (circa 1530 – vóór 1591) was een Engels componist ten tijde van de Reformatie onder Hendrik VIII, wiens reputatie in zijn tijd aanzienlijk was.
Het weinige dat van Mundy's leven bekend is, is dat zijn vader, Thomas Mundy, als begrafenisondernemer aan de St. Mary-at-Hill-kerk in Londen verbonden was, waar ook Tallis werkzaam was. In 1548 werd hij in dezelfde kerk als klerk aangesteld; daarenboven was hij toen al vijf jaar hoofdzanger van het koor van Westminster Abbey. In 1563 werd hij Gentleman van de Chapel Royal, en Thomas Morley prijst hem in zijn muzikaal traktaat. Voor de rest is niets over hem geweten — een lovende toespeling op zijn aanzien niet te na gesproken, waarin hij met Byrd wordt vergeleken —; we zijn louter op zijn muziek aangewezen. Mundy's zoon, John Mundy, droeg een madrigaal bij aan de anthologie The Triumphs of Oriana (1601).
Mundy heeft twee missen nagelaten, en anthems, zowel in het Latijn als het Engels: dit was uiteraard een gevolg van de anglicaanse hervormingen, die de liturgische dienst liever in het Engels zagen geschieden. Zijn stijl is soms nog archaïsch, zoals in het grootse Vox patris caelestis, maar vertoont in werken van na 1580 een grote inventiviteit. Hij zette ook het Kyrie op muziek, wat in Engelse missen ongebruikelijk was. The Secret Sins werd vroeger aan Orlando Gibbons toegeschreven, maar is waarschijnlijk van Mundy's hand, en de hymne O Lord, the Maker of All Things, die een van de populairste muziekstukken in de Tudor-periode was, is eveneens als een van zijn werken geïdentificeerd.
- Bibliothèque nationale de France: cb13897802d (data)
- Gemeinsame Normdatei: 134835034
- International Standard Name Identifier: 0000 0000 7994 9980
- Library of Congress Control Number: n83189068
- MusicBrainz: 77c8ab6f-d35e-457f-87ae-ed01c238bb36
- Nationale Bibliotheek van Tsjechië: xx0139765
- Nationale Bibliotheek van Israël: 987007410255105171
- Nederlandse Thesaurus van Auteursnamen: 074116169
- Istituto Centrale per il Catalogo Unico: MILV185466
- SNAC: w6bz6z47
- Système universitaire de documentation: 136333699
- Virtual International Authority File: 49408928
- WorldCat: E39PBJckRyBqJypDQvWcYf9MT3